# Edward Bright Vedder
Dr Edward Bright Vedder (1878-1952) var en amerikansk arméläkare och erkänd forskare inom bristsjukdomar. Han forskade i sjukdomen beriberi som påverkar nerverna och framställde ett risextrakt som användes som läkemedel mot sjukdomen.

## Fotnoter
1. ↑  läs online, ancexplorer.army.mil .[källa från Wikidata]